# U–548
Az U–548 tengeralattjárót a német haditengerészet rendelte a hamburgi Deutsche Werft AG-től 1941. június 5-én. A hajót 1943. június 30-án vették hadrendbe. A tengeralattjáró egy kanadai fregattot süllyesztett el.

## Pályafutása
Az U–548 Eberhard Zimmermann kapitány irányításával 1944. március 21-én Kielből futott ki első harci küldetésére. Átszelte az Atlanti-óceánt, és Új-Fundlandig hajózott. Május 7-én két torpedót lőtt ki az ONM–234-es konvojra, amelyek közül az egyik eltalálta a HMCS Valleyfield kanadai fregattot a hajó bal oldalán, a gépháznál. A hajó kettétört, és négy perc alatt elsüllyedt. A fedélzeten tartózkodók közül 125 meghalt, 38 túlélte a támadást. A halottak magas számát növelte, hogy a HMCS Giffard korvett nem kezdte meg a jeges vízben evickélő emberek mentését, hanem egy ideig részt vett a búvárhajó keresésében. Az U–548 ezután Új-Skóciáig hajózott, majd keletre fordult, és hazatért.
Utolsó járőrútjára 1945. március 5-én indult Hortenből. Első útjához hasonlóan ismét az észak-amerikai vizekre tartott. Április 19-én Halifaxtől délkeletre a USS Reuben és a USS Buckley amerikai romboló rábukkant, és mélységi bombákkal elpusztította. A teljes legénység, 58 tengerész odaveszett.

## Kapitányok
| Név                 | Kezdőnap         | Zárónap           |
| ------------------- | ---------------- | ----------------- |
| Eberhard Zimmermann | 1943. június 30. | 1945. február 8.  |
| Günther Pfeffer     | 1944. augusztus  | 1944. november    |
| Erich Krempl        | 1945. február 9. | 1945. április 19. |

## Őrjáratok
| Indulás | Indulónap           | Érkezés   | Zárónap              |
| ------- | ------------------- | --------- | -------------------- |
| Kiel    | 1944. március 21.   | Lorient   | 1944. június 24.     |
| Lorient | 1944. augusztus 11. | Bergen    | 1944. szeptember 25. |
| Hölen   | 1944. október 7.    | Flensburg | 1944. október 12.    |
| Horten  | 1945. március 5.    |           | 1945. április 19.    |

* A tengeralattjáró nem érte el úti célját, elsüllyesztették

## Elsüllyesztett hajó
| Dátum          | Hajó neve         | Nemzetisége | Brt  |
| -------------- | ----------------- | ----------- | ---- |
| 1944. május 7. | HMCS Valleyfield* | Kanada      | 1445 |

* Hadihajó